# Реброво (Костромская область)
Ребро́во — село в составе Дмитриевского сельского поселения Галичского района Костромской области России.

## География
Село расположено у реки Челсма.

## История
Согласно Спискам населенных мест Российской империи в 1872 году село относилось к 1 стану Галичского уезда Костромской губернии. В нём числился 21 двор, проживало 84 мужчины и 131 женщина. В селе имелась православная церковь и училище.
Согласно переписи населения 1897 года в селе проживало 223 человека (89 мужчин и 134 женщины).
Согласно Списку населенных мест Костромской губернии в 1907 году село относилось к Фоминской казённой волости Галичского уезда Костромской губернии. По сведениям волостного правления за 1907 год в селе числилось 47 крестьянских дворов и 265 жителей. В селе имелась школа. Основными занятиями жителей села была работа малярами.
До 2010 года село относилась к Челменскому сельскому поселению.

## Население
| 2008 | 2010 | 2012 | 2014 |
| ---- | ---- | ---- | ---- |
| 0    | →0   | →0   | →0   |